# Guerra polacco-teutonica (1326-1332)
La guerra polacco-teutonica del 1326–1332 fu un conflitto combattuto tra il Regno di Polonia e l'ordine teutonico circa la regione della Pomerelia. La contesa nacque in seguito alla firma del trattato di Soldin (1309) da parte dei cavalieri teutonici.
Le contese territoriali sulla Pomerelia si risolsero solo con il trattato di Kalisz del 1343, firmato dal re Casimiro III di Polonia e dallo Stato monastico. Il sovrano polacco accettò di cedere la regione mantenendo in cambio la Cuiavia e la Terra di Dobrzyń.

## Contesto storico
Fino alla morte di Mestwin II nel 1294, il ducato di Pomerelia sulla costa baltica si estendeva dal confine con il ducato imperiale di Pomerania a ovest fino alla sezione di Prussia appartenente allo Stato monastico nei pressi del fiume Vistola. L'altra riva del corso d'acqua era detenuta dai Samboridi, dei feudatari che amministravano la zona per conto dei Piast. Przemysł II, a capo della Polonia dal 1295, incorporò la Pomerelia (Pomorze Gdańskie) nelle terre della corona polacca, nonostante le proteste della Marca di Brandeburgo. Questa faceva appello al trattato di Arnswalde firmato con il duca Mestwin nel 1269. L'anno successivo, saliti al potere gli Ascanidi in qualità di margravi, fu da loro autorizzato il rapimento e l'uccisione del re Przemysł, forse anche con l'appoggio di Venceslao II di Boemia, il quale desiderava per sé la corona polacca.
Venceslao II prevalse sul suo rivale della casata dei Piast Ladislao il Breve e fu incoronato re di Polonia nel 1300. Egli governò in Pomerelia con l'assistenza della nobile famiglia degli Swenzones. Dopo l'assassinio di suo figlio Venceslao III nel 1306, la dinastia dei Přemyslidi cessò di esistere e il duca Ladislao poté insediarsi in Pomerania. Gli Swenzones, temendo per i loro possedimenti e le loro sinecure, si appellarono al margravio Valdemaro di Brandeburgo, le cui truppe avevano occupato il territorio fino alla città di Danzica. Ladislao, data la situazione, reagì invocando il supporto dell'ordine teutonico, che sotto il comando di Heinrich von Plötzke nel 1308 aveva ripreso Danzica e gran parte della Pomerelia.
Tuttavia, dopo la conquista effettuata dai tedeschi, questi ultimi si rifiutarono di cedere i feudi a Ladislao, in quanto il polacco si era rifiutato di pagare l'esoso tributo necessario al trasferimento. Lo Stato monastico preferì a quel punto concludere il trattato di Soldin del 1309 con il margravio Waldemar, la cui resistenza, fin dall'inizio, era stata relativamente debole, tanto che da allora si dimostrò disposto a rinunciare ai suoi interessi sulla Pomerelia.

## Le battaglie

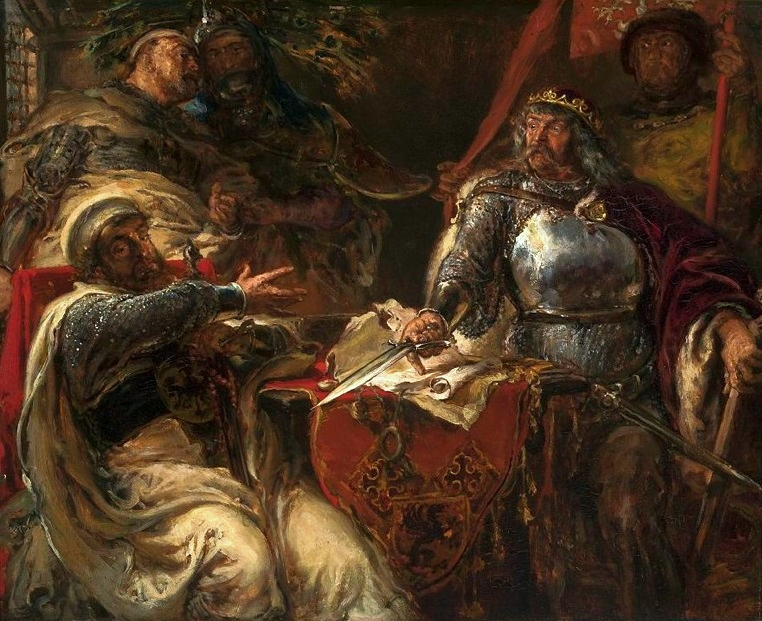
Re Ladislao il Breve che rompe gli accordi con i cavalieri teutonici a Brześć Kujawski, un dipinto di Jan Matejko oggi esposto al museo nazionale di Varsavia

Ladislao, irritato per la sua sconfitta, intentò una causa senza successo ai danni dell'ordine teutonico presso la Santa Sede. Ciononostante, fu incoronato re polacco nel 1320 e strinse nuove alleanze con il Regno d'Ungheria e il Granducato di Lituania quando diede in sposa sua figlia Elisabetta al re Carlo I nel 1320 e suo figlio Casimiro a Aldona di Lituania, figlia del granduca Gedimino. Nello stesso momento storico, il Regno di Boemia, dal 1310 sotto il dominio della potente Casata di Lussemburgo, visse un periodo di rinnovato vigore e lo stesso re Giovanni il Cieco rivendicò la corona polacca come eredità dei Přemyslidi. I cavalieri teutonici presero le parti del re Giovanni, unitosi a loro nella crociata contro i lituani di fede pagana, e di un altro nemico di Ladislao situato in Masovia, il duca Venceslao di Płock.
Nel 1326 le forze di Ladislao, che potevano contare sul supporto lituano, devastarono la regione di Neumark e l'anno successivo si rivoltarono contro l'ordine teutonico, mentre a sud il re Giovanni il Cieco marciò contro Cracovia. Sebbene decise di ritirarsi su suggerimento di Carlo I d'Ungheria, Ladislao fece comunque suoi molti ducati in Slesia. Approfittando della debolezza della Polonia a causa della frammentazione interna, i cavalieri teutonici saccheggiarono e conquistarono la regione polacca della Cuiavia e la Terra di Dobrzyń. Ladislao si diresse nel frattempo nella Terra di Chełmno, appartenente alla Prussia teutonica, fino al fiume Osa, vicino a Grudziądz.
A quel punto, i tedeschi contrattaccarono, acquisendo molte città in Cuiavia e di Dobrzyń. Nel 1330 le forze congiunte polacco-lituane colpirono gli assalitori e li spinsero a stipulare una tregua: ai sensi della stessa, l'ordine avrebbe restituito parte delle sue acquisizioni alla Polonia, ma ciò non si realizzò perché prima che avvenisse le ostilità ripresero. La battaglia di Płowce del 1331 arrise ai polacchi, ma si trattò di una vittoria di Pirro: l'ordine prese infatti presto il sopravvento e riconquistò sia la Cuiavia sia la Terra di Dobrzyń. Entrambe le controparti concordarono a quel punto un armistizio, ma di lì a poco, nel 1333 il re Ladislao morì a quasi 75 anni di età.

## Conseguenze
Nel 1343, le rivendicazioni territoriali delle parti cessarono grazie alla pace di Kalisz firmata dal figlio di Ladislao, il re Casimiro III, la quale poneva formalmente fine al conflitto. In tal modo la Polonia riottenne il possesso della Cuyavia e di Dobrzyń, perdendo però la Pomerelia. Ad ogni modo, continuò a usare il titolo di Pomeraniae dominus et heres ("Signore ed erede della Pomerania").
Le terre della Pomerelia e l'accesso polacco al mar Baltico rimasero oggetto di contesa: riconquistato come feudo polacco della Prussia reale dopo il trattato di Toruń del 1466, annessa al Regno di Prussia nel corso della prima spartizione polacca nel 1772, e parte del "corridoio di Danzica" creato dal trattato di Versailles del 1919, la disputa sulla regione durò, come si comprende, per secoli e mise a dura prova le relazioni tra i tedeschi e i polacchi.